# Bebendorf
Bebendorf ist ein Ortsteil von Geismar im Landkreis Eichsfeld in Thüringen.

## Lage
Bebendorf befindet sich unmittelbar an der Landesgrenze zu Hessen am südöstlichen Fuß des Hülfensberges. Nördlich hinter dem Hülfensberg liegt Geismar, unmittelbar östlich Döringsdorf und etwa zwei Kilometer südlich die nächstgelegene Stadt Wanfried im Tal der Werra. Eschwege liegt etwa sieben Kilometer entfernt in südwestlicher Richtung. Erreichbar ist der Ortsteil über die Kreisstraße 115, welche die Ortsteile um den Hülfensberg mit Geismar und Wanfried verbindet.

## Geschichte
Am 13. Februar 1342 wurde das Dorf erstmals urkundlich erwähnt. Im 14. Jahrhundert war Bebendorf im Besitz der Herren von Proyse, verpfändeten 1352 ihren Hörigen Konrad Zupichen und verkauften 1381 den Ort mit allen Rechten an das Kloster Anrode. Das Kloster Anrode erlaubte den Bewohnern die Nutzung der Kirche auf dem Hülfensberg. Somit besitzt Bebendorf als eines der wenigen Dörfer im Eichsfeld bis heute keine eigene Kirche.
1675 hatte das Dorf 45 Einwohner. 1787 waren es 165. Die Bewohner hatten nach dem Zweiten Weltkrieg unter den Grenzmaßnahmen der DDR an der Innerdeutschen Grenze zu leiden.
Bebendorf bildete zusammen mit Döringsdorf die Gemeinde Döringsdorf/Bebendorf, diese wurde am 22. Januar 1994 nach Geismar eingemeindet. 2009 hatte der Ort 130 Einwohner.